# جيمس كولينز
جيمس كولينز (بالإنجليزية: James Collins)‏، من مواليد 23 أغسطس 1983 في نيوبورت في ويلز، لاعب كرة قدم ويلزي.
بدأ مسيرته الكروية مع نادي كارديف سيتي في عام 2000، ولعب معهم حتى عام 2005، وشارك معهم في 66 مباراة وسجل 3 أهداف، ومنذ عام 2005 وهو يلعب مع نادي وست هام يونايتد الإنجليزي.
و قد بدأ باللعب مع منتخب ويلز لكرة القدم في عام 2005.

## مسيرته الكروية
لعب جيمس كولينز خلال مسيرته الاحترافية مع 4 أندية في عشرون موسمًا وسجل خلالها 14 هدفًا ضمن 351 مباراة. ولم يفز بأي موسم بالكأس أو بالدوري.
خاض جيمس كولينز مسيرته مع نادي كارديف سيتي في موسم 2000–01 ليلعب معه خمسة مواسم، مشاركًا في 66 مباراة سجل خلالها 3 أهداف. ثم انتقل إلى نادي وست هام يونايتد في موسم 2005–06 في المرة الأولى ليلعب معه خمسة مواسم ثم في موسم 2012–13 ليلعب معه ستة مواسم، حيث شارك طوالها في 188 مباراة سجل خلالها 6 أهداف. لينتقل بعدها إلى نادي أستون فيلا في موسم 2009–10 واستمر معه طيلة ثلاثة مواسم، مشاركًا في 91 مباراة سجل خلالها 5 أهداف. ثم انتقل إلى نادي إيبسويتش تاون في موسم 2018–19 لمدة موسم واحد، مشاركًا في 6 مباريات ولم يسجل أي هدف.

## روابط خارجية
- جيمس كولينز على موقع الاتحاد الدولي (مؤرشف)  (الإنجليزية)
- جيمس كولينز على موقع الاتحاد الأوربي (الإنجليزية)
- جيمس كولينز على موقع قاعدة بيانات كرة القدم.إي يو (الإنجليزية)
- جيمس كولينز على موقع ناشيونال فوتبول تيمز (الإنجليزية)
- جيمس كولينز على موقع Soccerbase.com (لاعب) (الإنجليزية)
- جيمس كولينز على موقع Soccerway.com (الإنجليزية)
- جيمس كولينز على موقع عالم كرة القدم.نت (الإنجليزية)
- جيمس كولينز على موقع كووورة
- جيمس كولينز على موقع AS.com (الإسبانية)